# Flaminio
Pour l’article homonyme, voir Il Flaminio.
Flaminio est un quartiere (quartier) situé au nord de Rome en Italie prenant son nom de la Via Flaminia. Il est désigné dans la nomenclature administrative par Q.I et fait partie du Municipio II. Sa population est de 13 018 habitants répartis sur une superficie de 1,187 7 km2.
Il forme également une « zone urbanistique » désignée par le code 2.c, qui compte en 2010 13 491 habitants.

## Historique
Flaminio fait partie des quinze premiers quartiers créés à Rome en 1911 et officiellement reconnu en 1921.

## Lieux particuliers
- Via Flaminia
- Villa Borghese
- Basilique Santa Croce a Via Flaminia
- Église Sant'Andrea del Vignola
- Oratoire Sant'Andrea a Ponte Milvio
- MAXXI - Musée national des arts du XXIe siècle ou MAXXI
- Palazzo Marina
- Stade Flaminio de Rome
- Oasis urbain du Tibre